# Boutigny (Seine-et-Marne)
Boutigny település Franciaországban, Seine-et-Marne megyében. Lakosainak száma 850 fő (2022. január 1.). Boutigny Vaucourtois, Bouleurs, Nanteuil-lès-Meaux, Quincy-Voisins, Saint-Fiacre, Villemareuil, Coulommes, Fublaines és Mareuil-lès-Meaux községekkel határos.

## Népesség
A település népességének változása:
| Lakosok száma | 877  | 879  | 884  | 862  | 854  | 844  | 837  | 825  | 850  |
|               | 2013 | 2015 | 2016 | 2017 | 2018 | 2019 | 2020 | 2021 | 2022 |